# Kniaz Hasanov
 (février 2024).
Pour les articles homonymes, voir Hasanov.
Knyaz Hasanov, né le 17 janvier 1945 à Kotayk, est un homme politique arménien et membre du Parlement arménien pour l'Alliance Mon pas.

## Biographie

### Formation
Knyaz Hasanov naît le 17 janvier 1945 dans le village d'Astkhaberd, dans la province du Kotayk en Arménie. Il fréquente l'Institut Marx-Engels-Lénine de Moscou, où il obtient son diplôme en économie politique en 1968. Il poursuit ensuite ses études et obtient en 1969 son diplôme de la Faculté d'horticulture de l'Institut agricole arménien.

### Carrière professionnelle
Après avoir obtenu son diplôme, il entre dans l'administration publique et siège au comité exécutif du conseil du district d'Abovyan de 1970 à 1973. En 1973, il devient directeur du cinéma d'Abovyan, poste qu'il occupe jusqu'en 1997. En 1977, il assume également la direction du réseau de cinéma du Kotayk, poste qu'il occupe jusqu'en 2014. Il est par ailleurs rédacteur en chef du mensuel Zagros depuis 2007,.

### Carrière politique
Hasanov est la principale figure de la communauté kurde d'Arménie, et il est depuis 1995 membre du Comité des ONG du Kurdistan. Il plaide pour une coopération plus forte des peuples kurdes et arméniens dans leur politique à l'égard du gouvernement turc. Lors des élections parlementaires de 2017, il est élu au Parlement arménien en tant que membre de la minorité kurde,. Il est réélu aux élections parlementaires de 2021. En tant que député le plus âgé, il préside le nouveau parlement en 2017 et 2020 jusqu'à l'élection d'un nouveau président,.

### Vie privée
Knyaz Hasanov est marié et père de deux enfants.